# Tirslundstenen
La Tirslundstenen ("Pietra di Tirslund" in italiano ), è un grande masso erratico che si trova nei pressi di Haderslev, nel sud dello Jutland (Danimarca).

## Caratteristiche
Il masso erratico è il più grande dello Jutland e, dopo la Damestenen, il secondo di tutta la Danimarca. Si trova vicino al villaggio di Tirlsund, dal quale prende il nome. La sua altezza rispetto al livello del terreno è di 3,5 metri e misura 16 metri di circonferenza.  Il peso è di circa 340 tonnellate. Il masso è tutelato a partire dal 6 luglio 1832.

## Storia

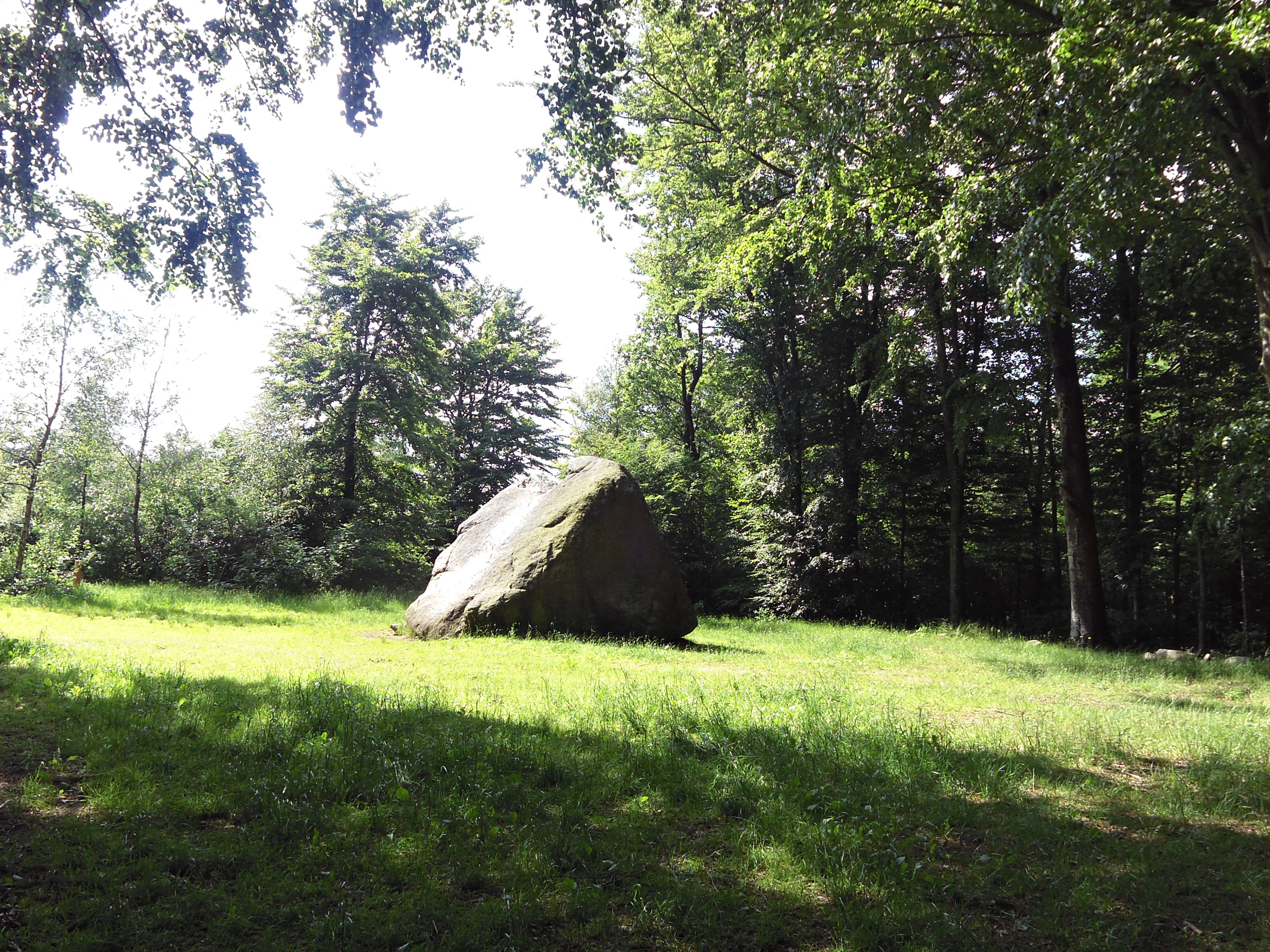
Il masso con la radura circostante

Secondo una leggenda, il re Aroldo I "Dente Azzurro" Gormsson  desiderava usare il roccione come monumento funebre dedicato alla memoria dei suoi genitori Gorm il Vecchio e Thyra, trasportandolo a Jelling (oggi in comune di Vejle). Aveva in mente di utilizzare una enorme slitta di ferro ma, sempre secondo la leggenda, le ostilità con i propri nemici lo costrinsero da abbandonare l'impresa. La pietra venne quindi lasciata al proprio posto e la slitta fu sepolta sottoterra assieme ad un grande tesoro. 
Sul masso si trova un petroglifo. Verso la fine del XVIII secolo un pastore della zona tentò di distruggere il masso con l'esplosivo, ma ebbe come unico risultato il distacco di un piccolo porzione della roccia della parte alta del masso.